# Stazione di Ōsakura
La stazione di Ōsakura (大佐倉駅?, Ōsakura-eki) è una fermata ferroviaria della città di Sakura, nella prefettura di Chiba, in Giappone servente la linea principale Keisei delle ferrovie Keisei.

## Linee
Ferrovie Keisei
● Linea principale Keisei

## Struttura
La fermata è dotata di due marciapiedi laterali, con due binari passanti in superficie. Le banchine sono collegate da un passaggio a livello interno alla fermata, e sul lato per Narita è presente una pensilina con annesso uno spazio di attesa e la biglietteria automatica.
| 1 | ■ Linea principale Keisei | per Funabashi, Nippori, Keisei Ueno per Oshiage, linea Asakusa e linea Keikyū principale |
| 2 | ■ Linea principale Keisei | per Narita, Narita Aeroporto e Shibayama Chiyoda                                         |

## Stazioni adiacenti
| «                                    | Servizio                                                  | »                       |
| Linea Keisei principale              | Linea Keisei principale                                   | Linea Keisei principale |
| ------------------------------------ | --------------------------------------------------------- | ----------------------- |
| Keisei Sakura                        | ■ Locale ■ Rapido ■ Espr. Lim. Pendolari ■ Espr. Limitato | Keisei Shisui           |
| L'Espresso Limitato Rapido non ferma |                                                           |                         |